# The Lodger
För andra betydelser, se The Lodger (olika betydelser).
The Lodger är en amerikansk långfilm från 2009 som regisserades av David Ondaatje. Filmen är en nyinspelning av Hämnaren från 1944, som i sin tur är en nyinspelning av Alfred Hitchcocks The Lodger: A Story of the London Fog från 1927.

## Handling
För sju år sedan grep Chandler Manning en man som gjort sig skyldig till två mord och mördaren dömdes till dödsstraff. Nu ställs han inför ett nytt fall där en seriemördare imiterar Jack Uppskäraren, vilket även den förre mördaren gjorde. Var det fel person som greps för sju år sen, eller är det en ny mördare?
Ellen Bunting hör om fallet på nyheterna. Trots oroligheterna i Los Angeles, så hyr hon ut en stuga i trädgården till en helt främmande man. Hon behöver pengarna. Men snart inser Ellen att mannen inte verkar vara den han utger sig för att vara. Samtidigt börjar hennes man bete sig underligt. Kan mördaren finnas i hennes närhet?

## Rollista
| Alfred Molina      | – Chandler Manning    |
| Hope Davis         | – Ellen Bunting       |
| Shane West         | – Street Wilkenson    |
| Donal Logue        | – Bunting             |
| Philip Baker Hall  | – Captain Smith       |
| Rachael Leigh Cook | – Amanda              |
| Rebecca Pidgeon    | – Dr. Jessica Westmin |
| Simon Baker        | – Malcolm             |
| Mel Harris         | – Margaret            |